# Shazad Latif
Shazad Latif, né le 8 juillet 1988 à Londres, est un acteur britannique.

## Biographie
Shazad Latif est né le 8 juillet 1988 à Londres.
Il est d'ascendance pakistanaise, anglaise et écossaise.
Son père Javid Iqbal, est Pakistanais.
Il a étudié à la Bristol Old Vic Theatre School et a joué dans de nombreuses productions théâtrales, dont Le Roi Lear (Cornwall) et la comédie School for Scandal de Richard Sheridan, dans le rôle de Joseph Surface.
Il a quitté l'école un an avant la fin pour assumer son rôle dans la série MI-5.

## Carrière

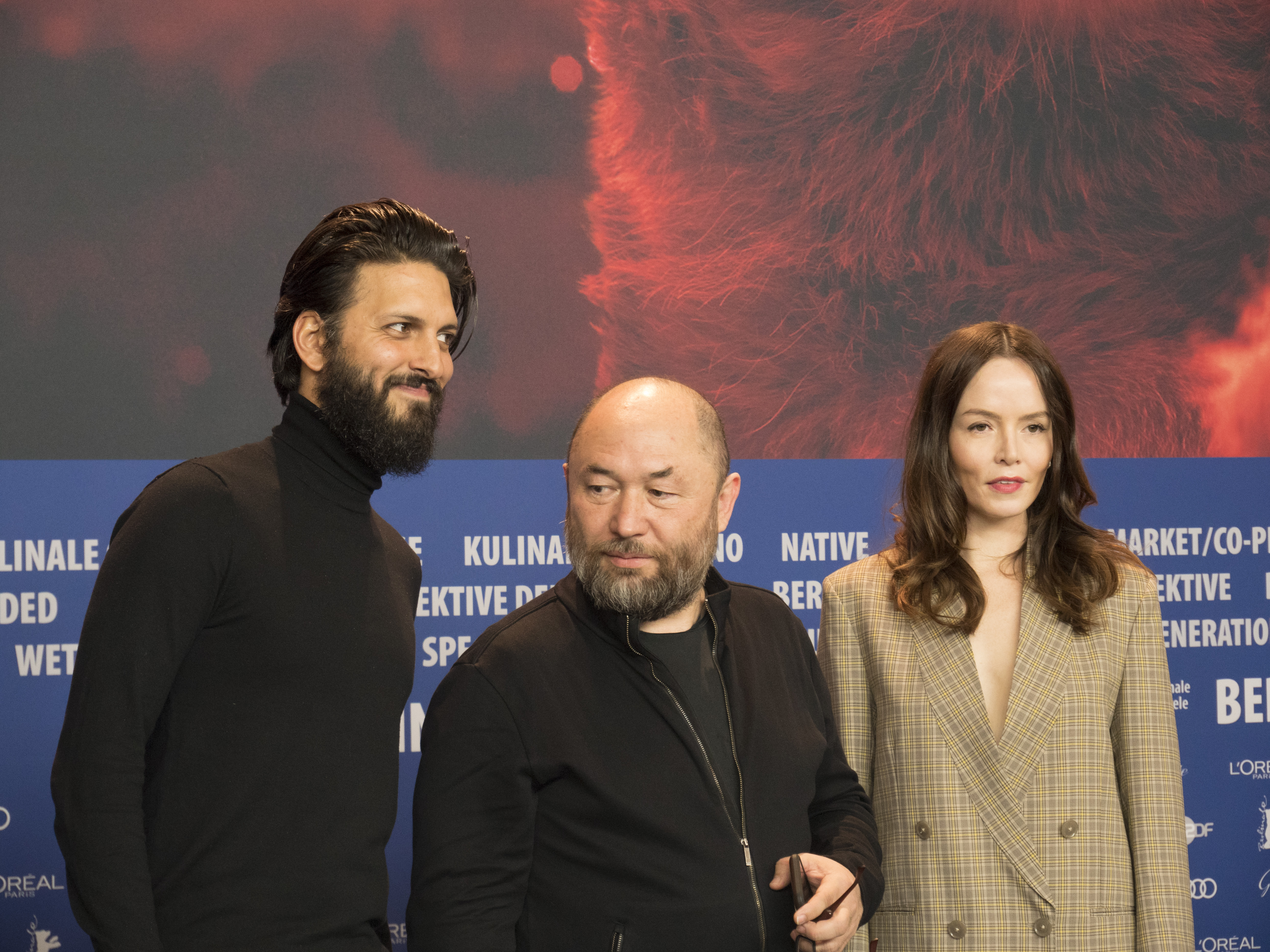
Shazad Latif, Timour Bekmambetov et Valene Kane à la conférence de presse de Profile à la Berlinale 2018.

Il débute en 2009 dans MI-5, en tant que technicien hautement qualifié et analyste de données, Tariq Masood,.
En 2016, il a rejoint le casting de Penny Dreadful comme personnage littéraire du Dr Jekyll.
En 2017, il a été choisi pour interpréter le rôle du lieutenant Ash Tyler dans Star Trek: Discovery, après avoir été initialement annoncé comme jouant un Klingon. Il a été révélé plus tard que Latif avait également dépeint le Klingon Voq dans la série, crédité sous le nom de son défunt père afin de dissimuler un complot connexe.
Il a joué le combattant ISIS Bilel dans le film de thriller Profile de 2018 de Timour Bekmambetov. Il a été présenté pour la première fois au 68e Festival international du film de Berlin où il a remporté le prix du public Panorama.

## Filmographie

### Cinéma

#### Longs métrages
- 2014 : We Are Monster d'Antony Petrou : Zahid Mubarek
- 2015 : L'Homme qui défiait l'infini (The Man Who Knew Infinity) de Matthew Brown : Chandra Mahalanobis
- 2015 : Indian Palace : Suite royale (The Second Best Exotic Marigold Hotel) de John Madden : Kushal
- 2018 : The Passenger (The Commuter) de Jaume Collet-Serra : Vince
- 2018 : Profile de Timour Bekmambetov : Abu Bilel Al-Britani
- 2020 : Falling for Figaro de Ben Lewin : Charlie
- 2022 : Et l’amour dans tout ça ? (What's Love Got to Do With It?) de Shekhar Kapur : Kaz Khan
- 2022 : Rogue Agent d'Adam Patterson et Declan Lawn : Sonny Chandra
- 2024 : Magpie de Sam Yates : Ben
- 2026 : Les Hauts de Hurlevent d'Emerald Fennell : Edgar Linton

#### Courts métrages
- 2013 : Our Lad de Rachna Suri : Ali

### Télévision

#### Séries télévisées
- 2009 - 2011 : MI-5 (Spooks) : Tariq Masood
- 2010 : The Silence : Yousef
- 2011 : Fresh Meat : Riz
- 2011 : Black Mirror : Mehdi Raboud
- 2011 : Comedy Lab : Un policier
- 2012 : Silk : Ibrahim Ali
- 2013 : Journal d'une ado hors norme (My Mad Fat Diary) : Dr Nick Kassar
- 2013 : Jo : Nasser
- 2013 : Love Matters : Satpal
- 2013 - 2015 : Toast of London : Clem Fandango
- 2015 : Ordinary Lies : Rick O'Connor
- 2016 : Penny Dreadful : Dr Henry Jekyll / Mr Hyde
- 2017 : Still Star-Crossed : Tybalt Capulet
- 2017 - 2019 : Star Trek: Discovery : Lieutenant Ash Tyler / Voqn 1,1
- 2019 : Dark Crystal : Le Temps de la résistance (The Dark Crystal: Age of Resistance) : Kylan (voix)
- 2019 : Departure : Ali Basra
- 2021 : À la poursuite de l'amour (The Pursuit of Love) : Alfred Wincham
- 2022 : Toast of Tinseltown : Clem Fandango
- 2024 : Nautilus : Capitaine Nemo

#### Téléfilm
- 2014 : Salting the Battlefield de David Hare : Jez Nichols